# The Closer I Get to You
The Closer I Get to You - 11. utwór z debiutanckiej płyty Beyoncé Dangerously in Love oraz na ścieżce muzycznej do filmu Dance with My Father. Jest to duet śpiewany przez artystkę wraz z Lutherem Veandrossem.

## Listy przebojów
| Lista (2002 r.)                 | Pozycja |
| ------------------------------- | ------- |
| Billboard Hot R&B/Hip-Hop Songs | 62      |